# Mariskensänger
Der Mariskensänger (Acrocephalus melanopogon), auch Mariskenrohrsänger oder Tamariskensänger genannt, ist ein Singvogel aus der Gattung der Rohrsänger (Acrocephalus) und der Familie der Rohrsängerartigen (Acrocephalidae). Es werden drei Unterarten unterschieden.

## Beschreibung

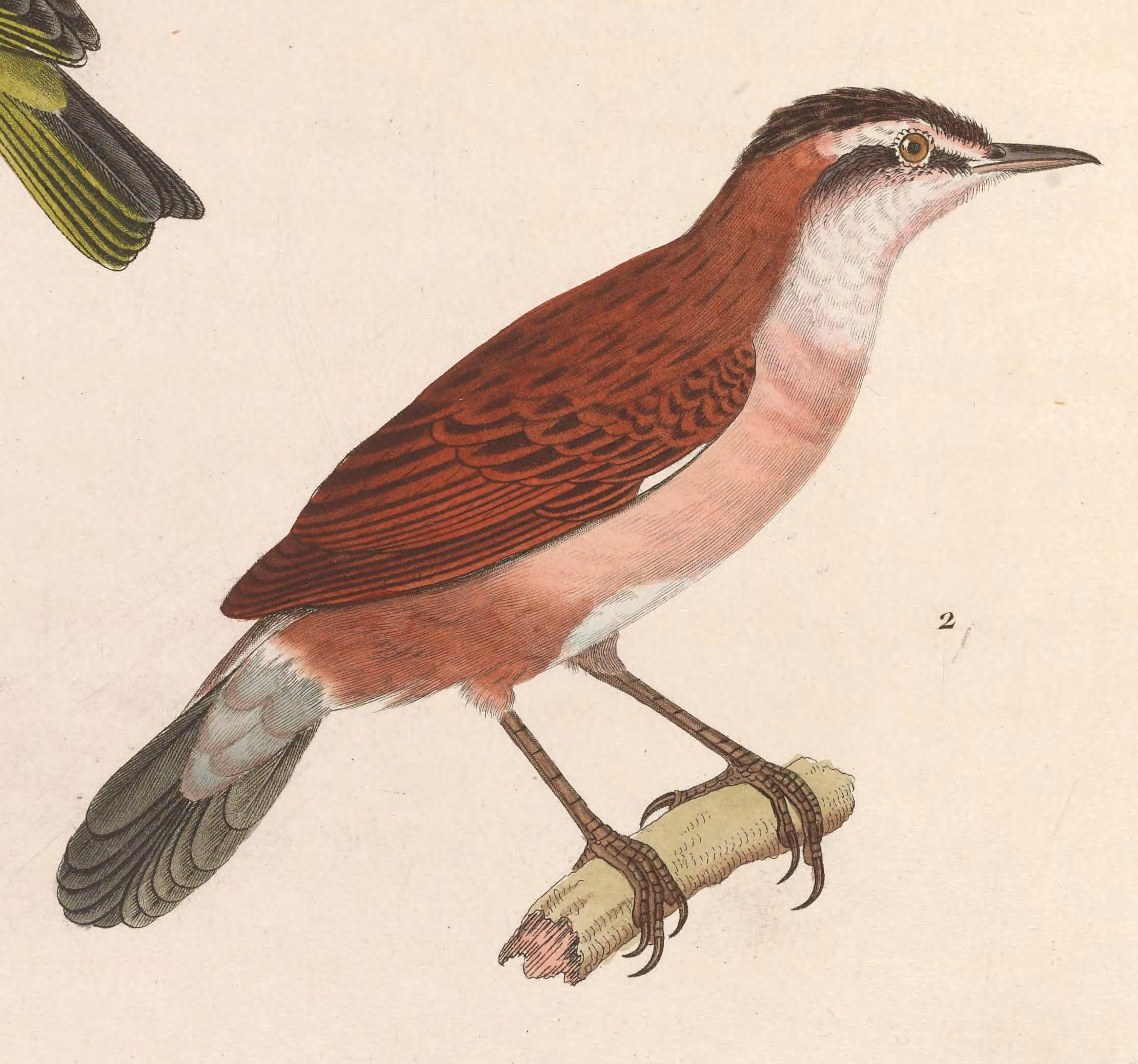
Adultes Männchen

Der knapp 13 Zentimeter lange, ziemlich heimliche Vogel ähnelt dem Schilfrohrsänger. Ein wichtiges Unterscheidungsmerkmal ist die fast schwarze Kopfplatte, die von dem sehr hellen Augenstreifen absticht. Die Wangen sind stärker dunkelbraun und die Kehle heller. An Nacken und Rücken ist der Mariskensänger rostfarbener als der Schilfrohrsänger. Gegenüber diesem und dem ebenfalls ähnlichen Seggenrohrsänger zeichnet ihn auch die Gewohnheit aus, den relativ kurzen Schwanz aufzurichten.

## Stimme
Er ruft weich, aber durchdringend „t-trrt“ und rauer „tschack“, worauf ein zeterndes Alarmrasseln folgt. Der Gesang ist schilfrohrsängerähnlich, aber wohlklingender. Charakteristisch ist ein wie „lu-lu-lu“ klingendes Motiv, das etwas an den Gesang der Heidelerche oder auch der Nachtigall erinnert.

## Vorkommen

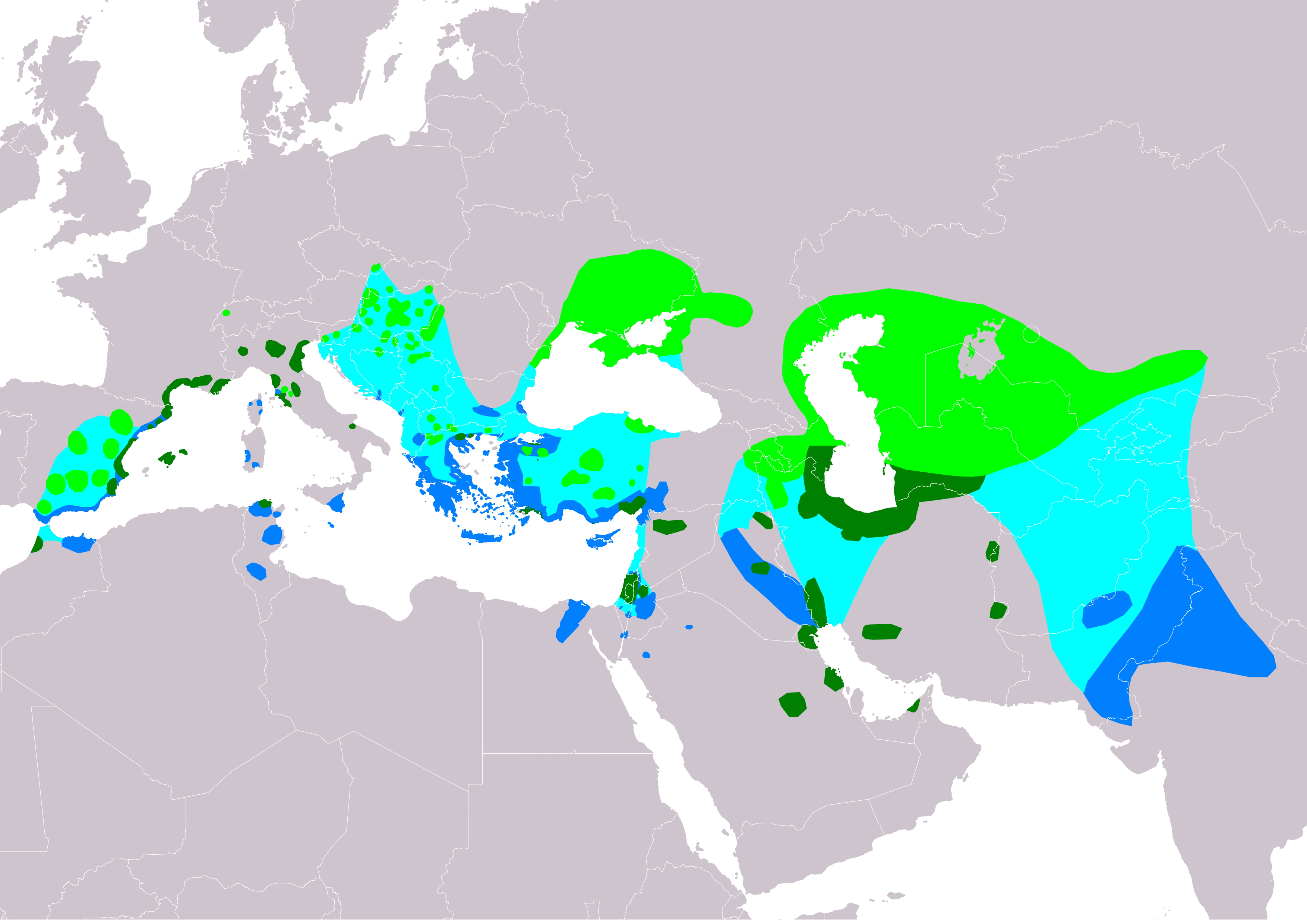
Verbreitung des Mariskensängers:
Brutgebiete
Ganzjähriges Vorkommen
Migration
Überwinterungsgebiete

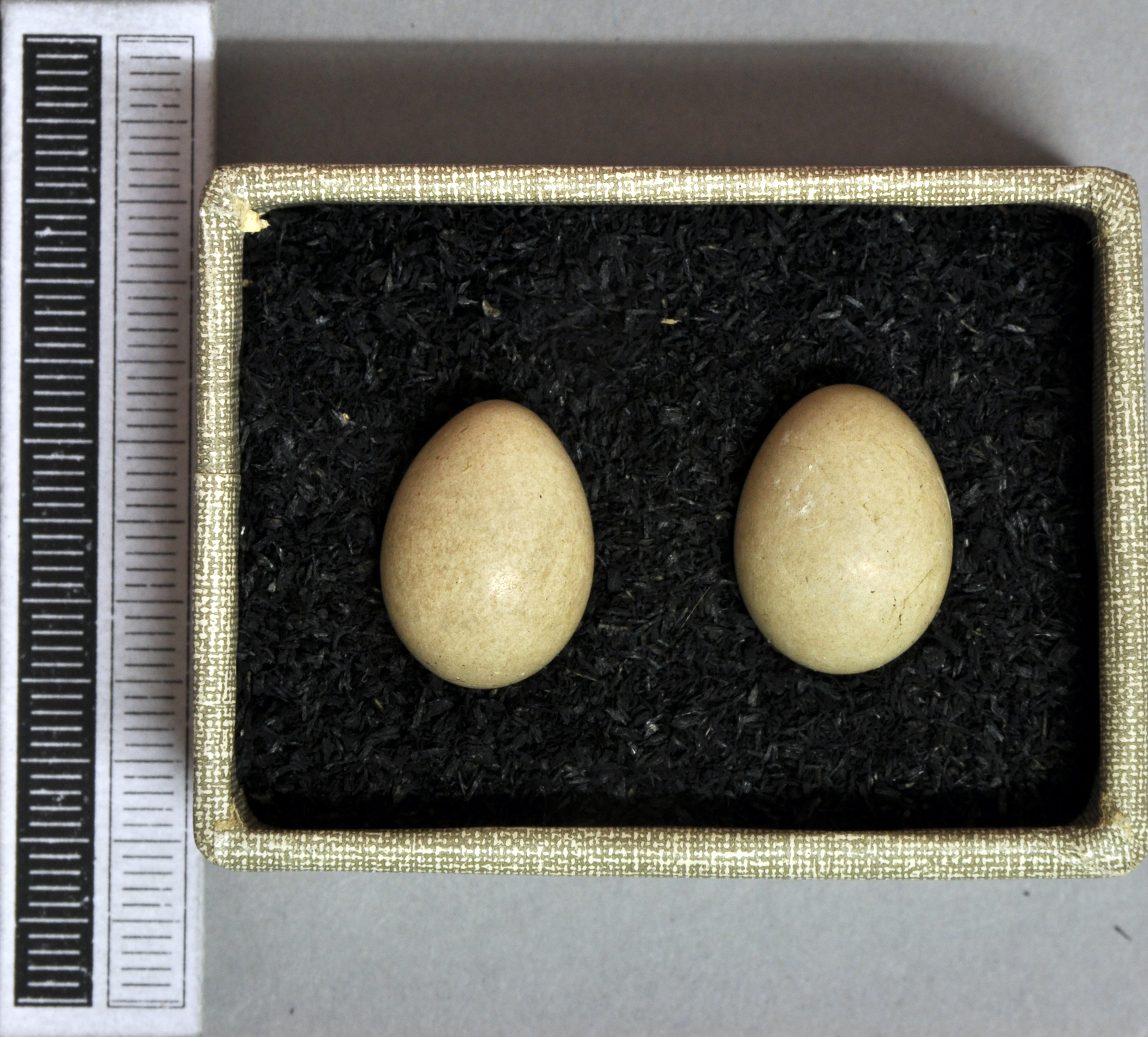
Gelege, Sammlung Museum Wiesbaden

Der Mariskensänger ist ein Brutvogel mit zahlreichen inselartigen Vorkommen im turkestanisch-mediterranen Gebiet.
Sein Brutgebiet erstreckt sich von Nordwestafrika über das südliche und östliche Spanien, das südlichste Frankreich und Korsika, ferner Italien einschließlich Sizilien bis Kroatien und das nördliche Südosteuropa. In Mitteleuropa brütet der Mariskensänger schwerpunktmäßig in Österreich. Die dort brütenden Exemplare verbringen den Winter in Griechenland. Weiter östlich kommt der Mariskensänger bis zum mittleren Asien vor. Irrgäste können im übrigen Europa angetroffen werden.
Der Mariskensänger bewohnt Röhricht und Sümpfe. Er nistet im Rohr oder in niederen Büschen über flachem Wasser.

## Unterarten
Es werden folgende drei Unterarten anerkannt:
- A. m. melanopogon (Temminck, 1823) – Südeuropa bis Ukraine und Westtürkei, Nordwestafrika
- A. m. mimicus (Madarász, G, 1903) – Osttürkei bis Südrussland, Kasachstan, Nordwestchina, Iran und Irak
- A. m. albiventris (Kazakov, 1974) – Südost-Ukraine und Südwest-Russland

## Gefährdungssituation und Bestand
Die Art wird wegen des sehr großen Verbreitungsgebietes von etwa 11.700.000 km² und der stabilen Bestände von 434.000 bis 712.000 adulten Individuen in der Roten Liste der IUCN als nicht gefährdet (Least Concern) eingestuft. Als Hauptbedrohung wird Habitatverlust durch Trockenlegung von Feuchtgebieten, Abholzung von Schilfbeständen und künstlich gelegte Brände genannt.

## Belege